# Hedva Ser
Pour les articles homonymes, voir Ser.
Hedva Ser, née à Petah Tikva (Israël), est une artiste, peintre et sculptrice française. Elle crée également des tapisseries et des bijoux.

## Biographie
Hedva Ser est formée de 1964 à 1966 au département jeunesse du musée d'art de Tel Aviv, puis en 1966 à l'Académie de sculpture et de peinture de la Grande Chaumière à Paris et de
1967 à 1970 au Centre d'art technique Camondo. En 1970, elle va au Hornsey College of Art de Londres.
Après la peinture, elle se lance dans la tapisserie, qu’elle décline à sa façon en introduisant une nouvelle technique en relief.
En 1975, elle rencontre la sculptrice argentine Alicia Penalba. À partir de 1982, Hedva Ser exerce pleinement la sculpture.
Elle réalise en 1984 les décors du Grand Échiquier de Jacques Chancel, ce qui renforce sa notoriété naissante.
Hedva Ser a réalisé de nombreux projets majeurs, en France, à Rocquencourt, Paris, Sophia Antipolis, ainsi que des commissions publiques et privées en Suisse, en Israël et aux États-Unis.
De nombreuses expositions individuelles ont été consacrées à son travail à l'Institut français d’Athènes (1983), au musée Picasso d'Antibes (1988), à l'université Harvard (1992), au musée de la Tapisserie à Aubusson (1998), au musée des Art à Tel Aviv (1999), à la Galerie Artcurial à Paris (1999), à Monaco (2000), à la Galerie Panijel à Paris (2005 et 2006) et à la Galerie Ermano Tedeschi à Milan (2007).
Une rétrospective de son travail a été présentée à la mairie du 16e arrondissement de Paris (2010) et un solo show à la Galerie Pierre-Alain Challier à Paris (2011).
Dans le cadre de sa lutte pour le dialogue interculturel, elle inaugure sa sculpture itinérante L'Arbre de la Paix depuis 2007 dans le monde entier. Entre juillet 2017 et janvier 2018, après avoir été installée place du Louvre à Paris, elle est placée sur le parvis de la mairie du 16e arrondissement, puis de nouveau à cet endroit à partir de 2021.
Ils[Quoi ?] se trouvent à l'université hébraïque de Jérusalem (décembre 2007) ; à la Still University à Mesa, Arizona (mai 2011) ; à Temple University à Philadelphie, en Pennsylvanie (mai 2012) ; à l’université al-Qods d'Israël (juillet 2013) ; au jardin présidentiel du palais Verdala à Malte (mars 2014) ; à l'université Harvard à Cambridge, Massachusetts (juin 2014) ; à Ordino dans la principauté d'Andorre (juillet 2014) ; à Bakou en Azerbaïdjan (mai 2015) ; au jardin des Nations, Berlin, Allemagne (juillet 2015) ; à Kfar Maccabiah en Israël (mai 2016) ; et à l'université de Strasbourg, en France (juillet 2016).
En 2001, elle est nommée chevalier de la Légion d'honneur et officier des Arts et Lettres. En 2017, elle devient ambassadrice de bonne volonté de l'UNESCO et envoyée spéciale pour la diplomatie culturelle de l’UNESCO.

## Vie privée
Hedva Ser a deux enfants, Guy-Philippe Goldstein et Diane Goldstein.

## Œuvres

### Expositions collectives
Sa première participation au Salon de mai de l'hôtel de ville de Paris remonte à 1978. Elle est présente à de nombreuses manifestations, notamment en 2008 à l'exposition de sculptures monumentales sur les Champs-Élysées.
- 2012, sculptures, Galerie Malborough, Monaco.
- 2008 : 
  - Sculptures monumentales sur les Champs-Élysées, Paris.
  - Réalisation de trophées « Prix SER », Prix Cinéma Patrimoine de Paris.
  - Rencontres d'Étoiles, Prix remis lors du XIe Bal de Paris, dans les salons de l'Automobile Club de France, place de la Concorde, Paris.
- 2007 : 
  - Dialogues méditerranéens, sculpture monumentale Totem, terrasse de la Citadelle, Saint-Tropez, France.
  - Galerie Malborough, Monaco.
  - Tapisseries, Salon d'automne, Paris.
- 2002, bijoux, Galerie Malborough, Monaco.
- 2000, La Subbia, Pietrasanta, Italie.
- 1997, tapisseries, Beauvais, France.
- 1995, tapisseries, Beauvais, France.
- 1987 : 
  - Tapisseries, Grand Palais, Paris.
  - Grand Prix de la Tapisserie.
  - Tapisseries, National Museum of Women in the Arts, Washington DC.
- 1986 : 
  - Tapisseries, Hôtel de Ville, Paris.
  - Salon de mai, Hôtel de Ville, Paris.
  - Grand Palais, Paris.
- 1984, Tapisseries, palais du Luxembourg, Paris.
- 1982, Tapisseries, Salon d'automne, Paris.
- 1979, Salon de mai, Hôtel de Ville, Paris.
- 1978, Salon de mai, Hôtel de Ville, Paris.

### Expositions personnelles
- 2014, « Destruction and Rebirth », musée Galicia, Cracovie, Pologne.
- 2013 : 
  - Solo Show, galerie Sparta, Los Angeles, États-Unis.
  - « Shafts & Forms », Emon Gallery, Tokyo, Japon.
- 2012, « Au fil de la sculpture », Galerie Pierre-Alain Challier, Paris.
- 2010, rétrospective, mairie du 16e arrondissement, Paris.
- 2007, sculptures, Galerie Ermanno Tedeschi, Milan.
- 2004, sculptures, Plaza Athénée, Paris.
- 2006, sculptures, Galerie Panijel, Paris.
- 2003, sculptures et tapisseries, Galerie du Luxembourg et Crédit lyonnais, France.
- 2000 : 
  - Tapisseries, Parlement d'Israël.
  - Galerie Artcurial, Monaco.
- 1999 : 
  - Museum of Art Tel Aviv, Israël.
  - Institut français de Tel Aviv, Israël.
- 1998 : 
  - Musée de la Tapisserie, Aubusson, France.
  - Sculptures et bijoux, Artcurial, Paris.
- 1992, Dudley House, université Harvard, Boston.
- 1988, tapisseries et sculptures, musée Picasso d'Antibes, France.
- 1987, Galerie Robert Four, Paris.
- 1984, tapisseries, Galerie Robert Four, Paris.
- 1983, tapisseries et peintures, Club de la Presse et des Médias, Paris.
- 1981 : 
  - Tapisseries, Institut français d’Athènes.
  - Tapisseries, Galerie Felicie, New York.
- 1980 : 
  - Tapisseries, Institut français de Tel Aviv, Israël.
  - Tapisseries, Sophia Antipolis, France.
- 1977, peintures, Galerie Françoise Tournie, Paris[1].

### Projets - réalisations
- 2019 : 
  - Inauguration de l'Arbre de la Paix au Luxembourg.
  - Inauguration de l'Arbre de la Paix, parc Rizareios, Athènes, Grèce.
- 2017, Inauguration du jardin de l'Espoir à Cracovie avec le groupe du sculptures monumentales Destruction & Rebirth.
- 2016 :
  - Inauguration du 10e Arbre de la Paix, de 3 mètres de haut, à Kfar Maccabia en Israël, le village du sport international qui accueille les Jeux olympiques juifs rassemblant les sportifs juifs du monde.
  - Inauguration du 11e Arbre de la Paix à l’université dentaire de Strasbourg.
- 2015 : 
  - Inauguration d'un Arbre de la Paix de 3 mètres de haut à Bakou en Azerbaïdjan, pour l'inauguration de la 3e édition du Forum international sur le dialogue interculturel.
  - Inauguration du 9e Arbre de la Paix à Berlin, dans le jardin des Nations, pour célébrer le 50e anniversaire de la reprise des relations diplomatiques entre l’Allemagne et Israël.
- 2014 : 
  - Inauguration de l'Arbre de la Paix, sculpture monumentale, jardin du palais Verdala, Malte.
  - Inauguration de l'Arbre de la Paix, sculpture monumentale, université Harvard, Boston, États-Unis.
  - Inauguration de l'Arbre de la Paix, sculpture monumentale, Ordino, Andorre.
- 2013, Inauguration de l'Arbre de la Paix, sculpture monumentale, université al-Qods, Jérusalem Est.
- 2012 : 
  - Inauguration de l'Arbre de la Paix, sculpture monumentale, Temple University, Philadelphie, États-Unis.
  - Marraine de « Art Camp Andorra » et participation à l'exposition collective.
- 2011, inauguration de l'Arbre de la Paix, sculpture monumentale, Still University, Arizona, États-Unis.
- 2009, réalisation de la sculpture Trophée de l'ensemble Shalom-Salam, à l'occasion du 60e anniversaire de l'Institut Weizmann à Paris.
- 2007, inauguration de l'Arbre de la Paix, sculpture monumentale sur l'esplanade de l'université hébraïque de Jérusalem, Israël.
- 2002, inauguration de Réunification (de la série « Métamorphoses » ), sculpture monumentale, conseil général de l'Oise, France.
- 2000, inauguration de l'Arbre de Vie, sculpture monumentale, Institut Weizmann des Sciences, Rehovot, Israël.
- 1990 : 
  - Réalisation de tableaux et tapisseries pour le siège social du groupe ELF, Moscou, Russie.
  - Réalisation d'une tapisserie pour le groupe PROMODES, Paris, France.
  - Réalisation d'une tapisserie pour la société OPTORG, Paris, France.
  - Réalisation d'une tapisserie et de sculptures pour la société CREMONINI, Italie.
- 1989, Réalisation d'une tapisserie pour le bureau de la direction Banque La Hénin, Paris, France.
- 1988, Commande pour le siège social de la société NAEF, Genève, Suisse.
- 1985, Réalisation des décors du Grand Échiquier de Jacques Chancel sur Antenne 2.
- 1983, Réalisation d'une fontaine vitrail lumineuse pour l'INRIA, Sophia Antipolis, Montpellier, France.
- 1978, Expositions et projets au centre hospitalier de Juvisy, France.
- 1977, Réalisation d'une fresque murale à la clinique de la Roseraie, Aubervilliers, France.
- 1976, Aménagements de façade pour la résidence pour personnes âgées Jean-Rostand, département de l'Essonne, France.
- 1974, Aménagements de bureaux pour un conseil administratif, département de l'Essonne, France.
- 1973, Aménagements intérieurs du siège social Bertrand Faure, Rocquencourt, France.

## Distinctions
- Officier de l'ordre des Arts et des Lettres (2000)[1]
- Chevalière de la Légion d'honneur (décret du 30 décembre 2000)[4],[1]
- Ambassadrice de bonne volonté et envoyée spéciale de l'UNESCO pour la diplomatie culturelle (2017).